# Parque Quase-Nacional Tanzawa-Ōyama

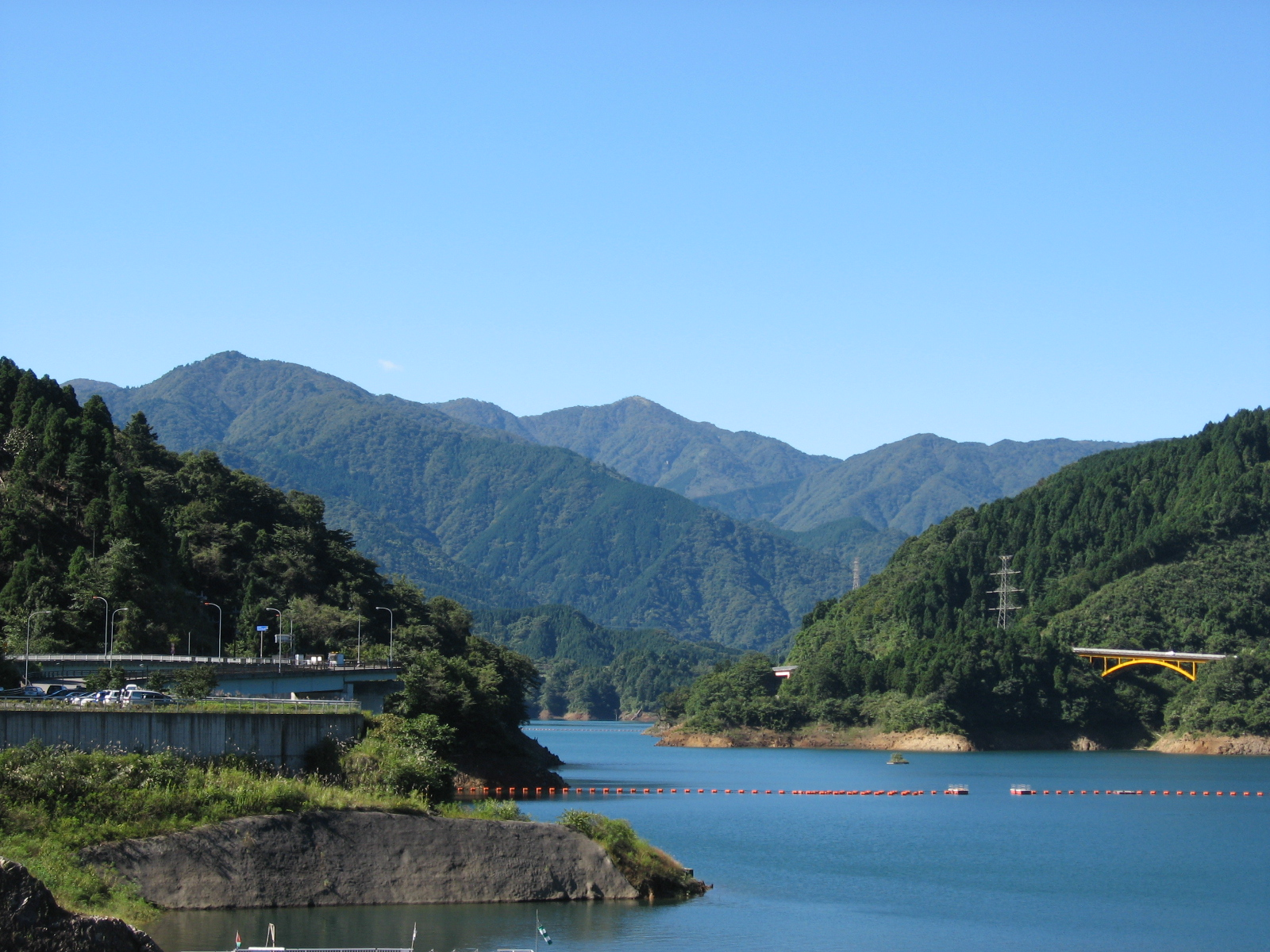
Lago Miyagase e Monte Hiru

O Parque Quase-Nacional Tanzawa-Ōyama é um parque quase-nacional localizado na prefeitura japonesa de Kanagawa. Estabelecido em 25 de março de 1965, tem uma área de 27 572 hectares.